# Long Kiss Goodnight
Long Kiss Goodnight (originaltitel: The Long Kiss Goodnight) är en amerikansk action-thriller från 1996 i regi av Renny Harlin. I huvudrollerna ses Geena Davis och Samuel L. Jackson. Filmen hade Sverigepremiär den 6 december 1996.

## Handling
Lärarinnan Samantha Caine (Geena Davis) kan inte minnas vem hon var innan hon drabbades av minnesförlust för åtta år sedan. Hon har anlitat privatdetektiven Mitch Henessey (Samuel L. Jackson) för att forska i hennes bakgrund. Plötsligt en dag får hon en chockartad ledtråd, då en lönnmördare försöker ta livet av henne. 

## Rollista i urval
- Geena Davis – Samantha Caine / Charly Baltimore
- Samuel L. Jackson – Mitch Henessey
- Yvonne Zima – Caitlin Caine
- Craig Bierko – Timothy
- Tom Amandes – Hal
- Brian Cox – Dr. Nathan Waldman
- Patrick Malahide – Leland Perkins
- David Morse – Luke / Daedalus